# Liana

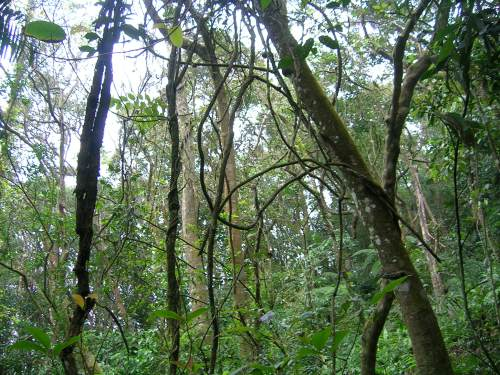
Liane nodose in una foresta nel Ghati occidentali.

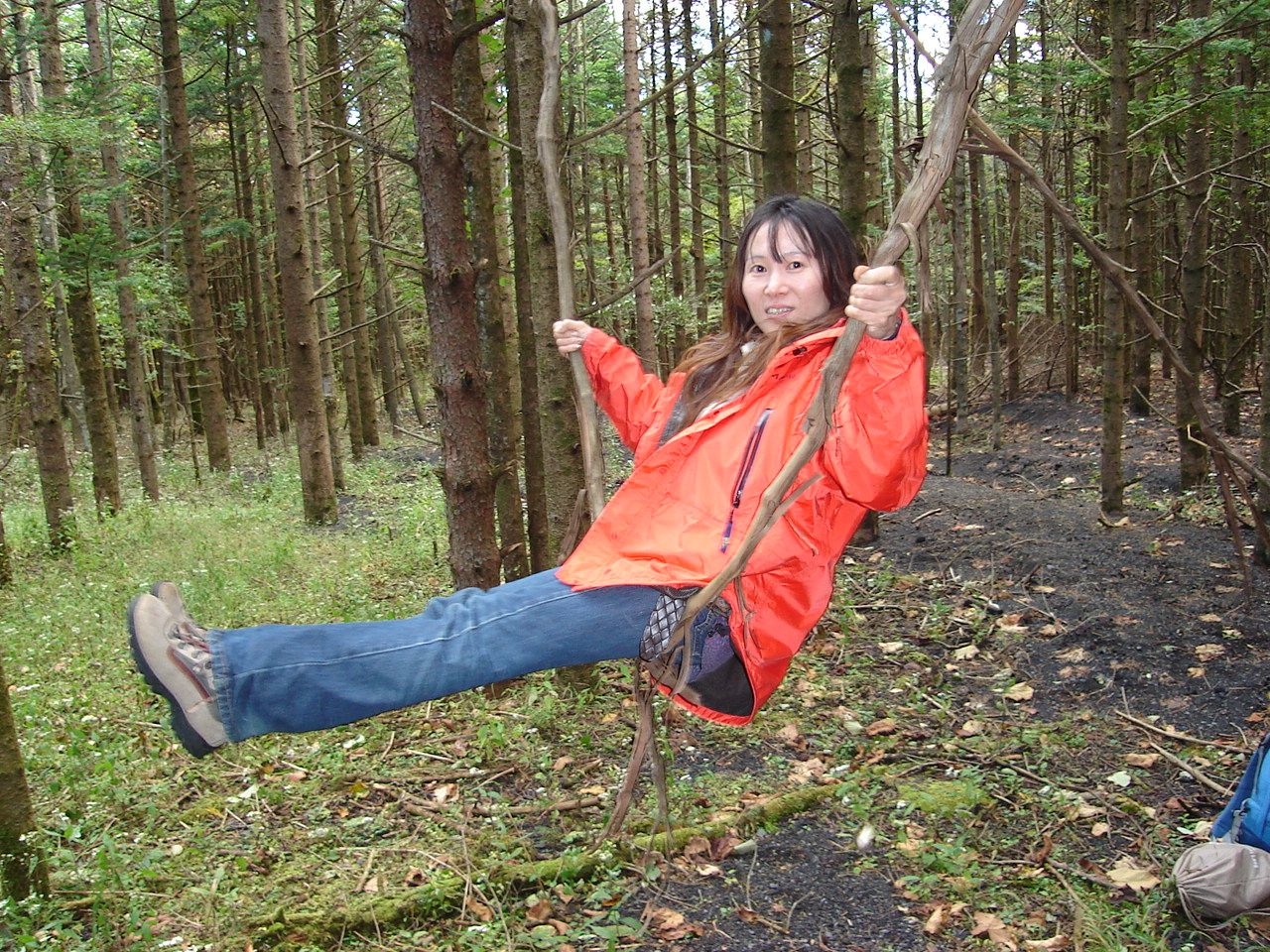
Donna che si dondola su una liana nella foresta di Aokigahara, in Giappone.

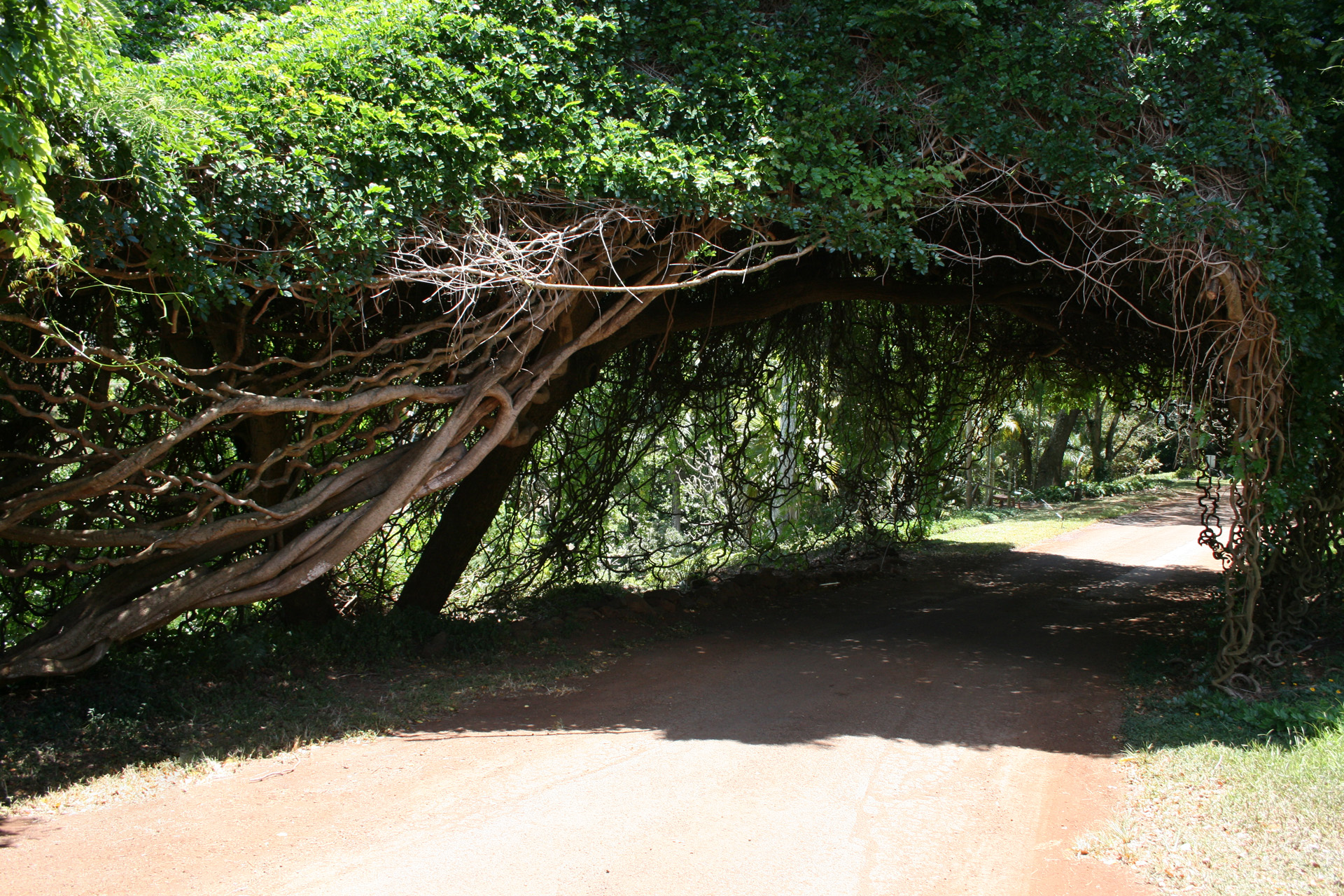
Un tetto di liane della specie Entada gigas formatosi nel McBryde Garden, nell'isola di Kauai nelle Hawaii.

Una liana è una pianta rampicante, in genere legnosa, che nasce al livello del suolo e si arrampica sui tronchi di altri alberi per raggiungerne le chiome, in modo da riuscire a prendere quanta più luce possibile. Alcune liane sono in grado di reggere il peso di un uomo.

## Definizione
Il termine "liana" non definisce un gruppo tassonomico, ma piuttosto la modalità di crescita di alcune piante appartenenti a famiglie diverse.
La caratteristica principale è un adattamento evolutivo acquisito nella corsa verso la luce sfruttando gli alberi come supporto a cui attaccarsi, senza bisogno di sviluppare un fusto molto resistente. Le liane non sono in generale piante parassite, ma possono entrare in competizione con gli alberi cui si appoggiano e influiscono sull'ecologia complessiva dell'ambiente in cui vivono.

## Distribuzione
Le liane sono più abbondanti nelle foreste tropicali e pluviali. Spesso formano dei grovigli inestricabili e dei ponti tra un albero e l'altro, usati dagli animali arboricoli come i lemuri, per spostarsi attraverso la foresta.
Alcune specie lianose come le Clematis, o l'edera sono diffuse nelle zone temperate e quindi nei nostri boschi. La macchia mediterranea è ricchissima di liane spesso spinose come la stracciabrache, la Clematis flammula, la robbia o gli Asparagus.

## Caratteristiche
Le liane entrano in competizione con gli alberi a cui si attaccano e possono ridurne fortemente la crescita, la riproduzione, aumentarne la mortalità, impedire alle giovani pianticelle di attecchire, alterando così il ciclo di rigenerazione delle foreste.
Le liane forniscono d'altra parte una via di accesso alla chioma degli alberi per molte specie di animali arboricoli, tra cui formiche e piccoli invertebrati, lucertole, roditori, bradipi, scimmie e lemuri. Nella foresta pluviale del Madagascar, molte proscimmie utilizzano l'intreccio delle liane per spostarsi nel fitto degli alberi, mentre i lemuri preferiscono alberi con liane per i loro ricoveri notturni.
Le liane, con il loro intreccio, possono consentire agli alberi di resistere meglio ai venti impetuosi, come quelli associati agli uragani o alle tempeste tropicali. Questo stesso intreccio può però anche provocare una caduta a catena di alberi collegati tra loro.
Come era già stato notato da Charles Darwin, poiché le liane si appoggiano ad altre piante, possono anche utilizzare le risorse di queste piante per la crescita e la riproduzione. In generale le liane hanno un effetto complessivamente negativo per le piante a cui si attaccano; il tasso di crescita delle piante con liane è in generale inferiore, in quanto possono venire danneggiate per abrasione meccanica e soprattutto per strangolamento. Inoltre le liane consentono che la chioma delle grandi piante sia raggiungibile da animali che si nutrono delle loro foglie. Per questo, gli alberi privi di liane sono in generale avvantaggiati, tanto che alcune specie hanno addirittura sviluppato dei sistemi di protezione dalle liane.

## Nella cultura di massa
Nella cultura di massa le liane sono spesso associate alla figura di Tarzan, personaggio immaginario inventato da Edgar Rice Burroughs nel suo Tarzan delle Scimmie (1912), il quale nei romanzi le utilizza come mezzo di rapido spostamento all'interno delle fitte foreste del Congo belga, in maniera analoga ad una scimmia. Dal ciclo di romanzi furono poi ricavati numerose trasposizioni cinematografiche.